# Oportunizm

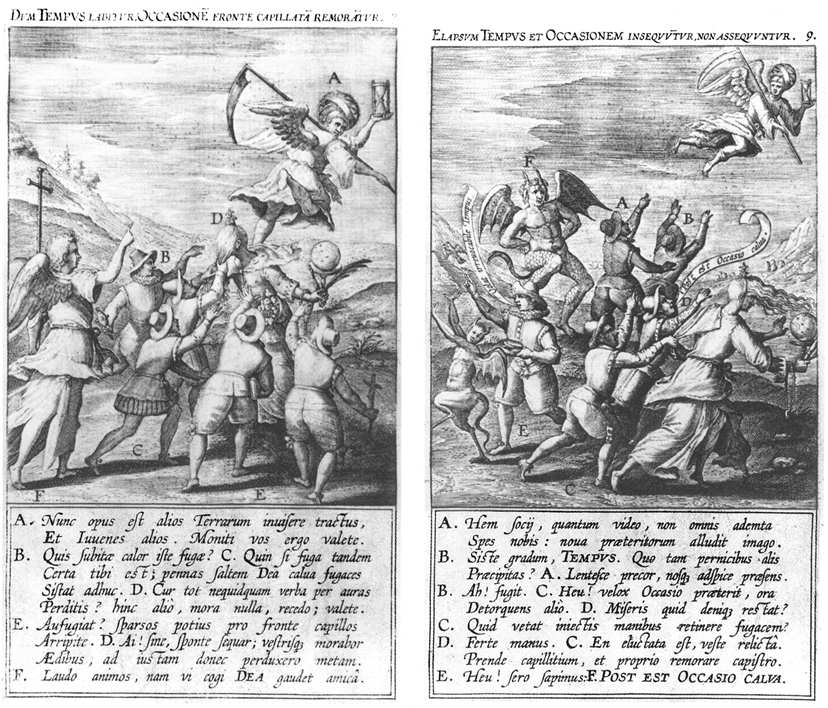
Theodoor Galle - Opportunity Seized

Oportunizm (łac. opportunus, dosł. (wiatr wiejący) w kierunku portu; przychylny, korzystny, wygodny) – postawa moralna charakteryzująca się rezygnacją ze stałych zasad moralnych lub przekonań dla osiągnięcia doraźnych korzyści, wybieranie zawsze tego, co jest w danej sytuacji korzystne. Oportunizm jest podobny do konformizmu – dana jednostka łatwo ulega wpływom grupy, jednak nie jest to jedna określona grupa, a każda, która w danym momencie ma przewagę nad innymi. Przejawami oportunizmu są również ugodowość i uchylanie się od walki.